# توطئه باروت

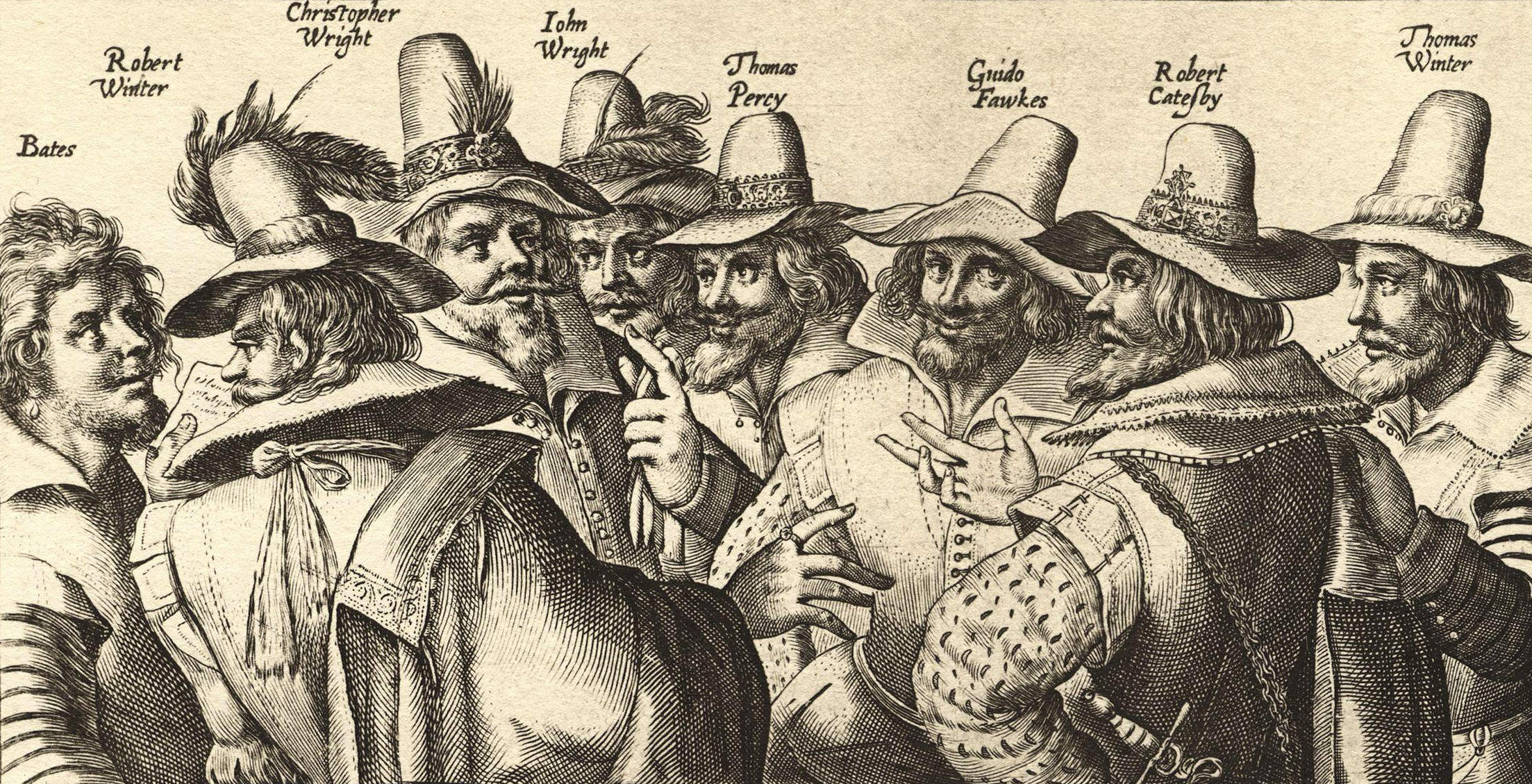
نگاره‌ای از توطئه‌گران - از راست به چپ: تامس وینتر، رابرت کیتسبی، گای فاکس، تامس پرسی، جان رایت، کریستوفر رایت، رابرت وینتر و بیتس

توطئهٔ باروت (به انگلیسی: Gunpowder Plot) نام توطئه‌ای در ۱۶۰۵ بود که گروهی از کاتولیک مذهبان قصد ترور شاه جیمز یکم را در روز بازگشایی مجلس در ۵ نوامبر همان سال به‌وسیلهٔ منفجر کردن بشکه‌های باروت در سردابهٔ زیر ساختمان مجلس در کاخ وست‌مینستر داشتند.

## رویداد
گای فاکس، سرباز انگلیسی کاتولیک مذهب به‌دلیل تعصبات مذهبی و مورد آزار قرار داشتن کاتولیک‌ها، انگلستان پروتستانی را ترک و به ارتش اسپانیا در هلند پیوسته بود. در ۱۶۰۴ به دعوت رابرت کیتسبی، آمر اصلی توطئهٔ باروت، به او و گروهش در انگلستان پیوست و پس از اجارهٔ سردابی که تا زیر کاخ وست‌مینستر امتداد داشت آنجا را با ۳۶ بشکهٔ باروت (برخی منابع این تعداد را کمتر گفته‌اند) پُر کرد تا آن‌ها را در روز افتتاح پارلمان در ۵ نوامبر ۱۶۰۵ منفجر سازد. با این‌حال نقشهٔ آن‌ها پیش از انفجار، کشف و خنثی گردید و گای فاکس که دستگیر شده بود پس از تحمل شکنجه وادار به لو دادن نام هم‌دستانش شد. رابرت کیتسبی به ضرب گلوله‌ای به‌هنگام مقاومتش در برابر دستگیری کشته شد. اما دیگر دسیسه‌چینان دستگیر و همراه با گای فاکس، در ۲۷ ژانویهٔ ۱۶۰۶ از سوی هیأتی ویژه محاکمه و محکوم به مرگ گردیدند و چند روز بعد در ۳۱ ژانویهٔ همان سال در مقابل ساختمان پارلمان اعدام شدند.